# Antonio Brunetti
Antonio Brunetti (1767? Siena nebo Pisa – 1845? Urbino) byl italský hudební skladatel.

## Život
Antonio Brunetti pocházel z hudební rodiny. Jeho otec, Giuseppe Bruneti, i dědeček Giovan Gualberto Brunetti, byli hudebními skladateli. Základní hudební vzdělání tak získal v rodině. V roce 1786 zkomponoval pro Bolognu oratorium Il sacrificio d'Ifisa a získal tak členství v prestižní Filharmonické akademii (Accademia Filarmonica di Bologna). V témže roce napsal svou první operu, Lo sposo di tre e marito di nessuna, která byla uvedena v Bologni v divadle Teatro Zagnoni. V roce 1790 se stal kapelníkem (maestro di cappela) v katedrále v Chieti. V následujících letech pak komponoval opery na objednávku dalších italských měst. V roce 1810 byl jmenován kapelníkem katedrály v Urbinu. Ačkoliv v následujících letech působil také v Imole a v Maceratě, v závěru svého života se do Urbina vrátil.

## Dílo

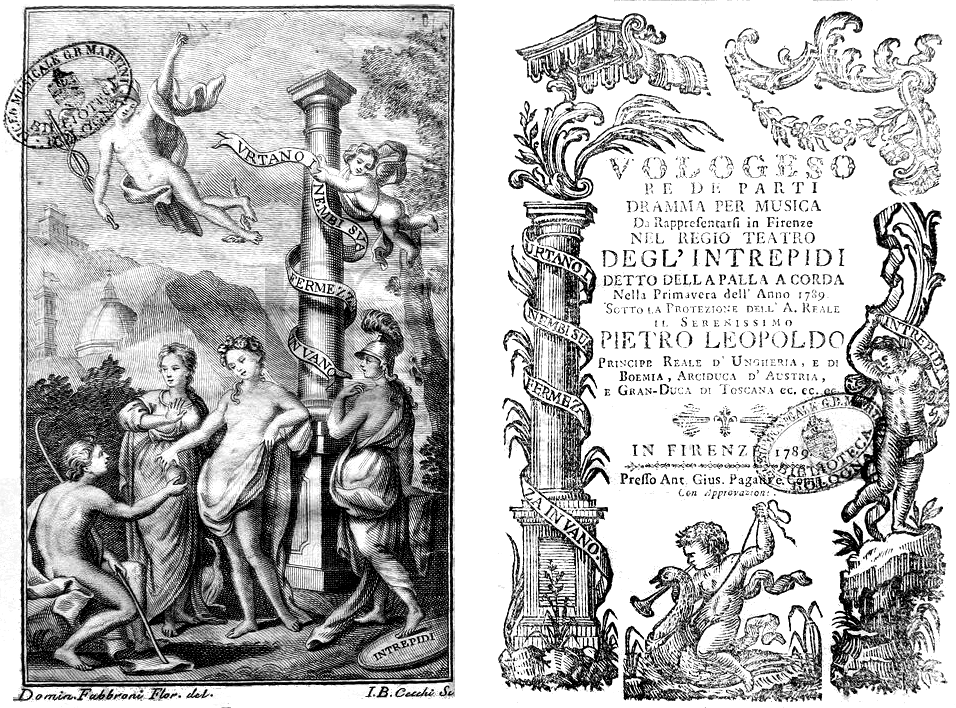
Titulní strana libreta opery Vologeso re de' Parti

Během své profesionální kariéry zkomponoval přes 10 oper, tři koncerty, čtyři oratoria, několik světských kantát a více než 80 duchovních skladeb.

### Opery
- Lo sposo di tre e marito di nessuna, dramma giocoso (libreto Filippo Livigni, 1786 Bologna, Teatro Zagnoni)
- Le stravaganze in campagna, dramma giocoso (libreto A. Bonifazi, 1787 Benátky, Teatro San Cassiano)
- Il Bertoldo, dramma giocoso (libreto Lorenzo da Ponte, 1788 Florencie, Teatro della Pergola)
- Fatima, dramma serio (1788 Ferrara)
- Vologeso re de' Parti, dramma per musica (libreto Apostolo Zeno, 1789 Florencie, Teatro degli Intrepidi detto Pallacorda)
- La serva alla moda, dramma giocoso (1789 Zara)
- Demofoonte, pasticcio (1790 Benátky, Teatro San Benedetto)
- Le nozze per invito ossia Gli amanti capriciosi, dramma giocoso (1791 Řím, Teatro Valle)
- Li contrasti per amore, dramma giocoso (1792 Řím, Teatro delle Dame)
- L'ape musicale o Il poeta impresario, commedia per musica (libreto Lorenzo da Ponte, 1792 Terst, pasticcio s hudbou Brunettiho, Mozarta, Giuseppe Calegariho a dalších)
- Il pazzo glorioso, dramma giocoso (libreto Giovanni Bertati, 1797 Řím, Teatro Tordinona)
- Il libretto alla moda, (1808 Neapol, Teatro dei Fiorentini)
- La colomba contrastata ossia La bella carbonara (1813 Rimini, Teatro Comunale)
- Amore e fedeltà alla prova (1814 Bologna, Teatro del Corso)
- La fedeltà coniugale (libreto Gaetano Rossi, 1815 Parma, Teatro Ducale, může být identická s některou z předchozích prací)

### Další vokální díla
- Il sacrificio d'Ifisa (oratorium, 1786, Bologna)
- Ascoli avventurata (kantáta, 1796, Fermo)
- Davide e Assalonne (oratorium, 1797, Chieti)
- La giustizia placata (kantáta, 1799, Pianella)
- Betulia liberata (oratorium, libreto Pietro Metastasio, 1799, Tagliacozzo)
- Il trionfo della religione, ossia Il martirio di San Pietro (oratorium, 1814, Urbino)
- Il presagio fortunato (kantáta, 1826, Ancona)